# کایا ایوا
کایا ایوا (استونیایی: Kaia Iva؛ زادهٔ ۲۸ آوریل ۱۹۶۴-درگذشته ۲ نوامبر ۲۰۲۳) سیاست‌مدار زن اهل استونی بود. وی از ۲۰۱۶ تا ۲۰۱۹ وزیر حمایت اجتماعی استونی بوده است.